# Sito di sterminio di Malyj Trostenec

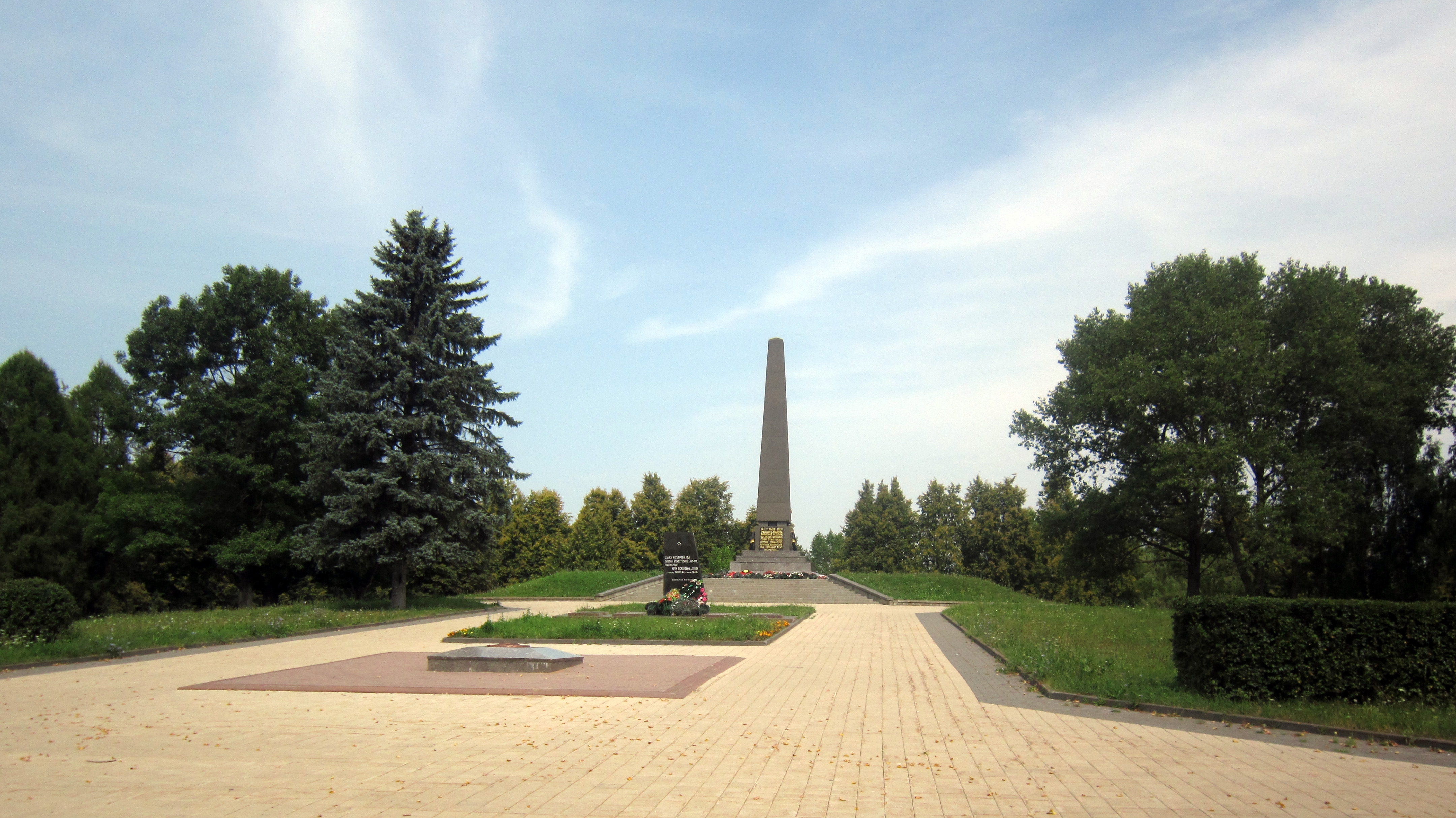
Il monumento commemorativo, costruito negli anni sessanta

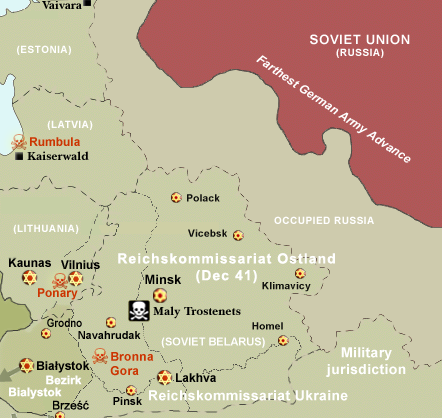
Il sistema di ghetti, campi di lavoro e luoghi di sterminio nei territori dell'Unione Sovietica (Bielorussia e Paesi baltici) occupati dai nazisti

Il sito di sterminio di Malyj Trostenec (in bielorusso: Малы́ Трасцяне́ц; in russo: Ма́лый Тростене́ц) era un luogo di sterminio nazista situato nell'omonimo villaggio, circa 12 chilometri a sud-est di Minsk nel Reichskommissariat Ostland, ora Bielorussia.
Tra il 1942 e il 1944 vi vennero uccise tra le 40.000 e le 60.000 persone, prevalentemente ebrei, ma anche prigionieri di guerra russi e persone accusate di appartenere alla resistenza. Le vittime venivano per lo più uccise nel vicino bosco di Blagovščina e dall'ottobre 1943 nel bosco di Šaškovka senza nemmeno transitare dal campo.
Il campo è stato liberato dall'Armata Rossa il 3 luglio 1944.

## Storia
Il campo fu approntato nel giugno del 1941 sul sito di un ex kolchoz. In origine era un campo di concentramento destinato all'internamento delle migliaia di prigionieri di guerra sovietici caduti in mano tedesca dopo l'avvio dell'operazione Barbarossa. Ben presto, il 22 giugno 1941, il campo funzionò anche come luogo di sterminio. Il 10 maggio 1942 vi giunse infatti il primo trasporto di ebrei. I primi ad essere eliminati furono quindi gli ebrei della nutrita comunità di Minsk e dell'area circostante.
I primi convogli di internati provenivano dalla Germania, dall'Austria e dal protettorato di Boemia e Moravia. In seguito furono internati a Malyj Trostenec i membri della comunità ebrea di Minsk e dall'area circostante. I deportati nella maggior parte dei casi trovavano la morte poco dopo il loro arrivo, se non venivano ritenuti idonei al lavoro, essi erano trasferiti alle vicine foreste di Blagovščina (Благовщина) e Šaškovka (Шашковка), dove venivano fucilati con un colpo alla nuca. Lo sterminio era attuato anche con camere a gas mobili, i cosiddetti Gaswagen, che svolsero una funzione notevole nel processo di genocidio. Non vi furono costruiti impianti fissi di camere a gas.
Il 28 giugno 1944, mentre l'Armata Rossa si avvicinava alla regione, i nazisti bombardarono il campo nel tentativo di occultarne l'esistenza, secondo quanto previsto dalla Sonderaktion 1005. I sovietici tuttavia scoprirono 34 fosse collettive, alcune delle quali misuravano 50 metri in lunghezza e 3 o 4 metri in profondità. Secondo un rapporto speciale preparato dalla Commissione statale straordinaria dell'URSS negli anni quaranta, le fosse comuni furono ritrovate nella foresta di Blagovščina, a circa 500 metri dall'autostrada Minsk–Mogilev, in corrispondenza del km 11.

## Vittime
Nell'immediato dopoguerra si tese a sovrastimare il numero delle persone morte a Malyj Trostenec. Si parlò all'inizio di un numero compreso tra i 200.000 e il mezzo milione di morti, senza notizia di alcun sopravvissuto. La segnaletica presso il memoriale costruito sul sito dove sorgeva il campo menziona tuttora la morte di 206.000 persone.
Le stime dello Yad Vashem parlano adesso di 65.000 vittime ebree, mentre lo storico tedesco Christian Gerlach ha stimato il numero di vittime ebree tra i 40.000 ed i 60.000.
Tra i numerosi convogli diretti a Minsk, i seguenti sono stati documentati:
| Origine                                                                                            | Numero di convogli | Numero di persone trasportate |
| -------------------------------------------------------------------------------------------------- | ------------------ | ----------------------------- |
| Germania (Amburgo (2) Brema (2), Düsseldorf, Francoforte sul Meno, Berlino, Königsberg e Colonia ) | 7                  | 6 658                         |
| Vienna                                                                                             | 9                  | 8 472 (12 sopravvissuti)      |
| Protettorato di Boemia e Moravia (Terezín: 5, Brünn)                                               | 6                  | 6 000                         |
| Polonia (Varsavia)                                                                                 | 1                  | 1 000                         |

Secondo il tribunale federale di Coblenza almeno il 90% di questi deportati, ovvero tra le 19.000 e le 20.000 persone, furono sterminati a Malyj Trostenec. È probabile che altri due o tre convogli provenienti dall'Europa dell'ovest siano partiti verso il campo di concentramento di Dachau.

### Vittime celebri
- Vincent Hadleŭski [Wincenty Gadlewski], prete cattolico e membro della resistenza, nato nel 1888, arrestato a Minsk il 24 dicembre 1942 e fucilato a Trascianiec nello stesso giorno.[9]
- Elsa Bienenfeld (1877-1942), critica e musicologa austriaca.

## La memoria

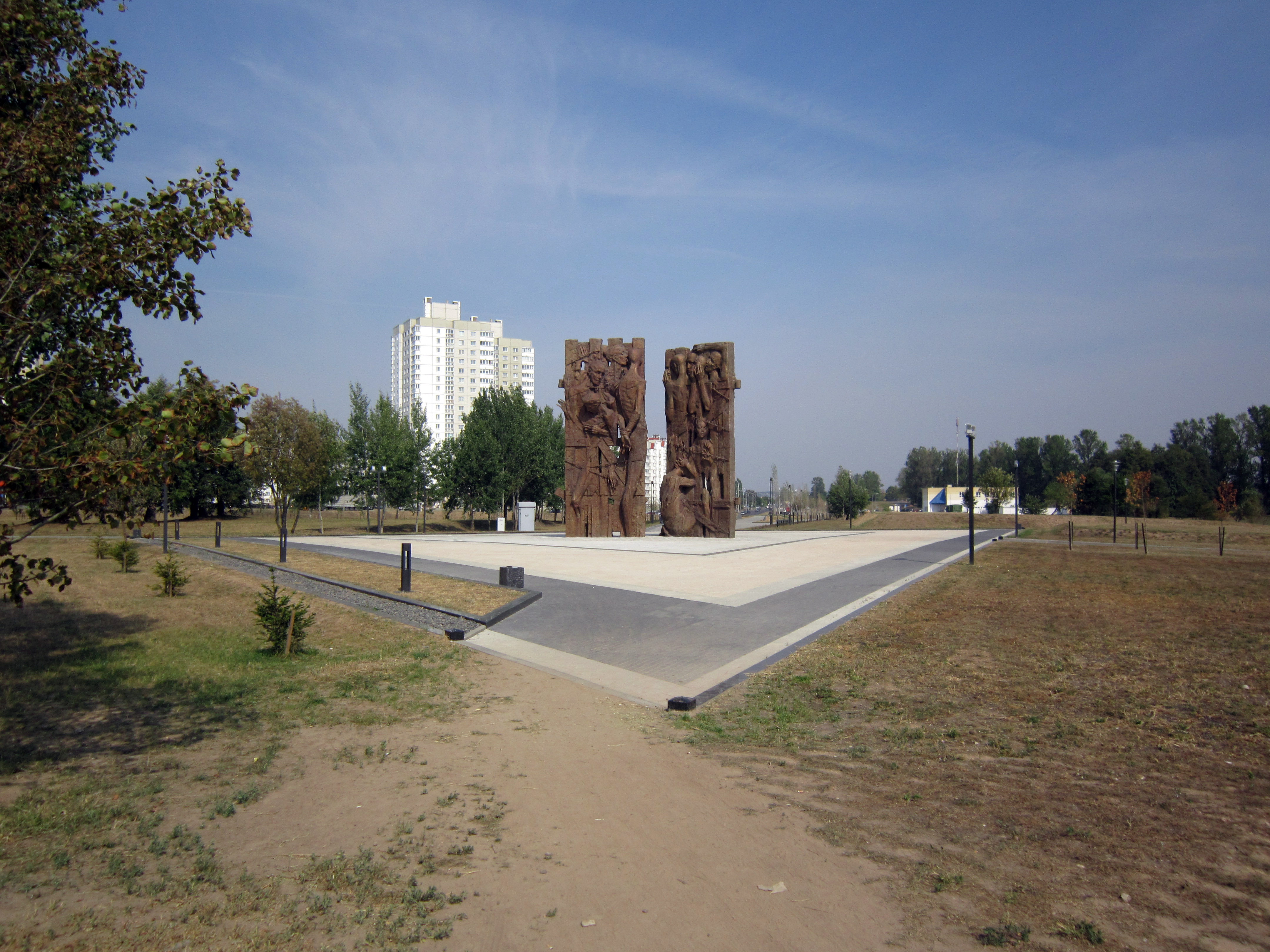
Il monumento inaugurato nel 2015

Il luogo viene visitato da migliaia di persone ogni anno, benché i resti dell'ex sito di sterminio constino solo di una fila di pioppi piantati dai detenuti per delimitarne il perimetro.
Un primo memoriale fu eretto negli anni sessanta. Un secondo grandioso monumento ha visto la luce nel 2015.
Alcuni riferimenti al campo di Malyj Trostenec si trovano nel libro The Forest of Souls di Carla Banks.